# Obléhání Selenginského ostrohu
Obléhání Selenginského ostrohu v lednu až březnu 1688 bylo jednou z epizod boje Ruska a Mongolského chanátu o převahu v Zabajkalsku. Několikatisícové mongolské vojsko, které vedl Šidiširi bagatur-chuntajdži, bratr mongolského Očira Sain-chána, oblehlo Selenginský ostroh s posádkou asi 250 Rusů v čele s Fjodorem Golovinem. Po několikatýdenním obležení Rusům přišel z Udinska na pomoc 1500členné vojsko plukovníků Fjodora Skrypicyna, Pavla Grabova a Antona Smalenberga. Mongolové na ruské vojsko, posílené jízdou ze Selenginska, zaútočili, byli však rozdrceni a stáhli se do Mongolska.

## Rusko-mongolské vztahy 1685–1688
V reakci na čchingské útoky na ruské ostrohy v Poamuří ruská vláda v prosinci 1685 rozhodla o posílení vojsk v Zabajkalsku 500 střelci z Moskvy a 1400 ze Sibiře. Současně vyslala do Zabajkalska Fjodora Golovina a pověřila ho obranou a obnovou válkou poškozeného pohraničního území a vedením mírových rozhovorů s říší Čching.
Usilovným pochodem v červenci 1687 Golovin dorazil s vojskem do Irkutska a v polovině září rozmístil své vojáky v Udinsku a okolí. V Udinsku se Golovin soustředil na dohodu s Mongoly. Ruská vláda totiž uvažovala o obranné dohodě s Mongoly proti Čchingům, která by posílila bezpečnost obou stran. Čchingové naopak přesvědčovali Mongoly k útoku na Rusy a snažili se proto odvrátit válku Mongolů s Džúngary a naopak je usmířit. Mongolský vládce Očir Sain-chán byl ochoten s Rusy válčit, naproti tomu jeho bratr Undur-gegen trval na zachování míru s Ruskem.
Roku 1687 Čchingové přesvědčili Očiru Sain-chána k protiruskému spojenectví a na jaro 1688 naplánovali společný mandžusko-mongolský útok na Něrčinsk, zatím Mongolové prováděli menší nájezdy na ruské území, při nichž odháněli skot. Undur-gegen však byl proti a odmítl se války účastnit. Golovin záhy pochopil, že Očiru Sain-chána nepřemluví, a od léta 1687 přesvědčoval vybrané mongolské náčelníky (Cecen-nojona a další, včetně Undur-gegena) o přátelských úmyslech Rusů. Koncem října 1687 se Golovin přesunul z Udinska do Selenginska, blíž k hranicím. Většinu vojáků však ponechal v Udinsku.

## Mongolský útok na Rusy roku 1688
V lednu 1688 vytáhli Mongolové do pole, Očira Sain-chán se vydal proti Džúngarům vedeným Galdanem, jeho bratr Šidiširi bagatur-chuntajdži vytáhl proti Rusům. Kvůli sněhu nemohlo mongolské vojsko projít za Bajkal, proto se Šidiširi rozhodl zaútočit na Selenginsk a Udinsk. Podle plánu měla část jeho vojska zaútočit na Selenginsk a druhá zablokovat cestu na západ, k Bajkalu a do Irkutska. Podle různých odhadů současníků bylo Mongolů 4 až 12 tisíc a tentokrát disponovali děly a píšťalami zaslanými z Pekingu. Rusové měli v té době v Zabajkalsku kolem dvou tisíc vojáků: v Albazinu stovku, v Něrčinsku přes 400, v Selenginsku kolem 250, v Udinsku a okolních vsích něco přes 1000.
V lednu 1688 Mongolové oblehli Golovina v Selenginsku a přišli k Udinsku. Iniciativu převzal velitel moskevských střelců plukovník Fjodor Skrypicyn, který s 500 střelci vytáhl z Iljinské slobody (severozápadně od Udinska), třikrát se srazil s Mongoly, obsadil jejich tábor a v třídenním boji se ubránil třem tisícům útočících Mongolů. Mongolové se poté vzdali plánu na postup k Bajkalu a na Irkutsk a stáhli se. Moskvané měli 17 mrtvých a 241 zraněných, neodvážili se však zaútočit na Mongoly obléhající Selenginsk a požádali v Irkutsku o posily. Do bojů se poté zapojili i proruští Burjati a Tungusové, jejichž nájezdy do Mongolska museli ruští velitelé mírnit, aby se nezkomplikovaly vztahy s mongolskými náčelníky neúčastnícími se útoku.
V polovině března Skrypicyn a plukovníci Pavel Grabov a Anton Smalenberg v Udinsku shromáždili 1500 mužů a vytáhli k Selenginsku obleženému již 11 týdnů. Mongolští náčelníci váhali, ale Šidiširi je přiměl vyrazit proti příchozím Rusům, na které 20. března zaútočil ve stepi 20 verst od města, u Husího jezera. Golovin využil příležitost a z města do boje vyslal svou jízdu. V bitvě trvající od oběda do večera byli Mongolové rozdrceni a ustoupili do Mongolska.

## Po obléhání
Po mongolské porážce Čchingové odložili útok na Něrčinsk, připravovaný na duben 1688, a navrhli Golovinovi jednání v Selenginsku.
Mezitím válka mezi Džúngary vedenými Galdanem a chalchskými Mongoly v čele s Očirem Sain-chánem probíhala pro Mongoly neúspěšně. Galdan totiž na jaře 1688 porazil Očiru Sain-chána a postupoval na východ, kde vyplenil mongolské kraje. Čchingové s odvoláním na válku Džúngarů s Mongoly Golovinovi oznámili, že mírová jednání odkládají; Golovin odvětil požadavkem na stažení čchingských oddílů z ruských území.